# Nelly Marianne Wannow
Nelly Marianne Wannow (ur. 18 grudnia 1934 w Gdańsku, zm. 10 listopada 2020) – niemiecka prawniczka i urzędniczka konsularna.
Z pochodzenia gdańszczanka. Jej rodzicami byli Willy Rudolf Albert Wannow, celnik (1891–1935) oraz Anna Charlotte Rutowski (1901–1986). Uczyła się w szkole podstawowej w Gdańsku-Wrzeszczu (1941–1945). W latach 1945–1947 była internowana w Danii. Naukę kontynuowała w Miejskim Liceum Realnym dla Dziewcząt im. Theodora Storma (Theodor-Storm-Schule) w Bremerhaven Lehe (1949–1954). Pracowała jako urzędniczka w amerykańskich siłach zbrojnych w Bremerhaven (1954–1955). Studiowała na Wydziale Prawa i Nauki o Państwie Uniwersytetu w Getyndze (Georg-August-Universität Göttingen) (od 1955), gdzie w 1965 uzyskała doktorat z prawa międzynarodowego, na podstawie dysertacji Prawo samostanowienia narodów w sowieckim pojęciu prawa międzynarodowego (Das Selbststbestimmungsrecht im sowietischen Völkerrechtsdenken). Od 1965 pełniła cały szereg funkcji w służbie zagranicznej RFN, m.in. urzędnika konsularnego w Genewie (1965–1966), Detroit (1968–1969), Nowym Jorku (1969–1973), pracowała w resorcie spraw zagranicznych (1973–1986), pełniła funkcję zastępcy konsula generalnego w Chicago (1986–1989), konsula generalnego w Gdańsku (1990–1993), Detroit (1993–1997) oraz Nowosybirsku (1997–1999). W stan spoczynku przeszła w 1999.

## Prace własne
- Byłam i jestem gdańszczanką, Gdańsk 2005